# Mołotkowicze
Mołotkowicze (biał. Малоткавічы; ros. Молотковичи) – agromiasteczko na Białorusi, w obwodzie brzeskim, w rejonie pińskim, w sielsowiecie Mołotkowicze.
Znajdują tu się przystanek kolejowy Mołotkowicze, położony linii Homel – Łuniniec – Żabinka oraz specjalna szkoła zawodowa dla osób z niepełnosprawnością intelektualną, której pracownie i warsztaty zmodernizowano w ramach programu polskiej współpracy rozwojowej.

## Historia
W dwudziestoleciu międzywojennym leżały w Polsce, w województwie poleskim, w powiecie pińskim, w gminie Żabczyce.
Po II wojnie światowej w granicach Związku Sowieckiego. W 1955 - 1957 siedziba władz rejonu żabczyckiego. Od 1991 w niepodległej Białorusi.
Urodziła się tu białoruska polityk Raisa Cichanska.

## Religia

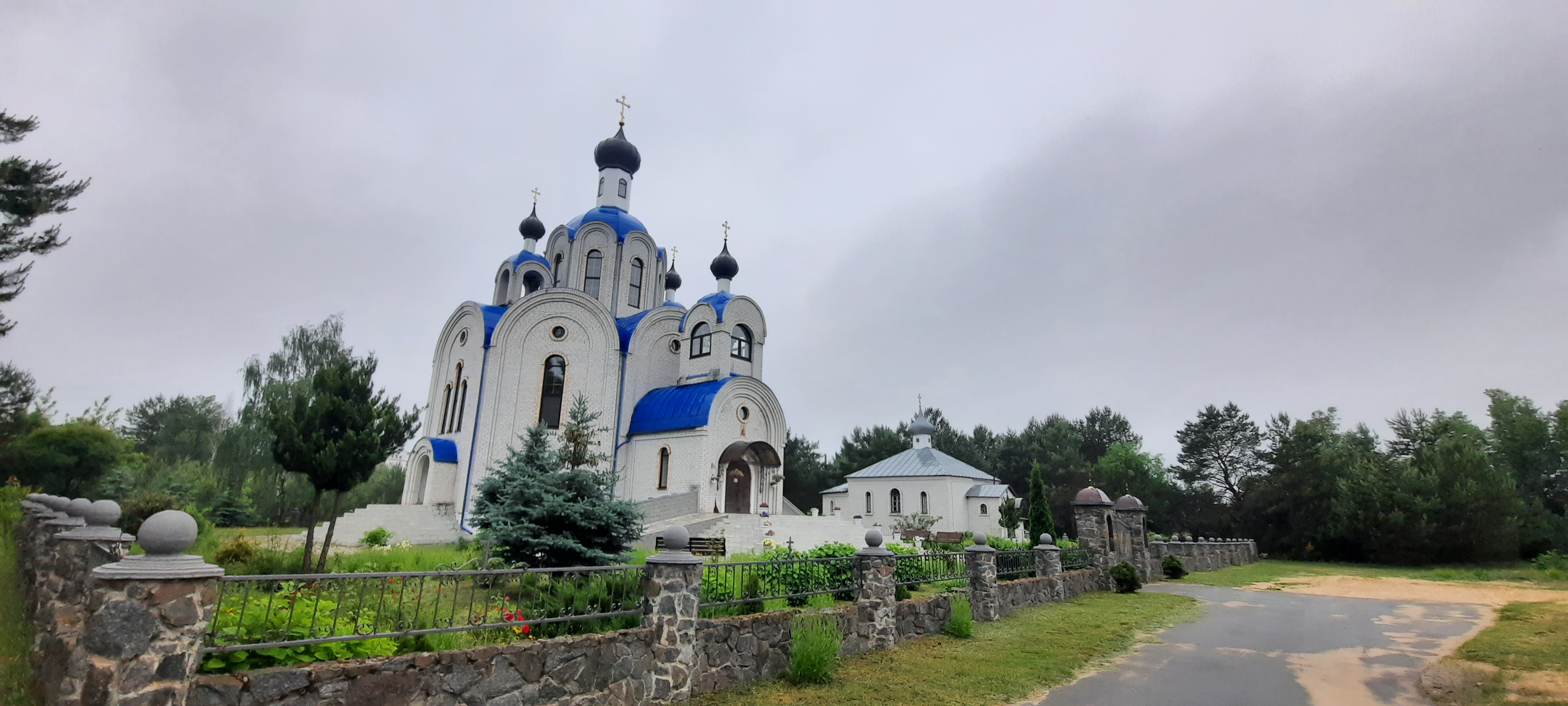
Cerkwie w Mołotkowiczach: św. Eufrozyny Połockiej (na pierwszym planie) i Cudu św. Michała Archanioła w Chonach (w głębi)

W Mołotkowiczach mają siedzibę dwie parafie prawosławne (pw. św. Eufrozyny Połockiej i pw. Cudu św. Michała Archanioła w Chonach), wchodzące w skład dekanatu pińskiego eparchii pińskiej i łuninieckiej.